# João da Mata Machado
João da Mata Machado (Diamantina, 14 de novembro de 1850 — Belo Horizonte, 6 de fevereiro de 1901) foi um médico e político brasileiro.

## Biografia
Filho de João da Mata Machado e Amélia Senhorinha Caldeira Brant. É o filho mais velho de uma família de 8 irmãos. Casou-se com Luiza Bessa, filha do Comendador Manoel José Bessa e de Maria Constança Bessa. Foi para o Rio de Janeiro para o Colégio Santo Antônio. Formou-se na Faculdade de Medicina da Corte. Abriu um consultório médico em sua cidade natal. Foi provedor do Hospital de Santa Isabel.
Na política, foi eleito deputado provincial de Minas Gerais em 1878 a 1879, Foi eleito deputado geral nos seguintes períodos: 1882 a 1884, 1886 a 1889 e 1891 a 1901. Foi ministro dos Negócios Estrangeiros, de 6 de junho a 22 de dezembro de 1884 (ver Gabinete Dantas), e primeiro presidente da Câmara dos Deputados na história da república brasileira, de junho a outubro de 1891, abolicionista e conselheiro de Dom Pedro II. Também convenceu o imperador a mudar a proposta sobre a região das Missões, um litígio com a Argentina, trazendo uma solução arbitral, garantindo aos brasileiros as terras que possuem no sul do Brasil.
Na iniciativa privada, foi diretor do Banco Construtor.